# Stade Mario-Battaglini
Le stade Mario-Battaglini ou Stadio Mario Battaglini en italien est une enceinte sportive consacré au rugby à XV. Localisé à Rovigo, dans la province du même nom, dans la région de Vénétie (Italie du Nord), c'est une arène de 5 500 places qui accueille le club de Rugby Rovigo.
Il porte le nom de Mario Battaglini (it), joueur international italien qui a porté les couleurs du club et a joué également au C.S. Vienne et au Rugby club toulonnais dans les années 1940.

## Histoire
La construction du stade, qui est situé au nord de la cité, remonte aux années 1960 à l'initiative de la ville de Rovigo afin de proposer un cadre approprié à l'équipe de rugby locale, vainqueur de son 7e championnat national lors de la saison 1963-1964. Il a été inauguré en 1970.
L'enceinte a également accueilli des matchs de l'Italie dont le plus représentatif est sans doute la rencontre contre la Nouvelle-Zélande le 28 novembre 1979 que les All Blacks remporte par 18 à 12. À cette occasion, l'évènement ayant suscité un tel engouement, la police a dû autoriser exceptionnellement l'ouverture des portes du stade pour permettre aux spectateurs sans billets d'assister au match.
Une autre rencontre importante s'est déroulée au stade Mario-Battaglini lors du Trophée européen FIRA le 6 février 1983 : la Squadra Azzurra a obtenu son 1er résultat significatif contre la France, même s'il s'agissait en l'occurrence d'une équipe B. L'enceinte vénitienne a été également le théâtre de la 1re victoire italienne contre une équipe britannique : défaite de l'Écosse 18 à 15 le 18 décembre 1993.